# Behrenstraße

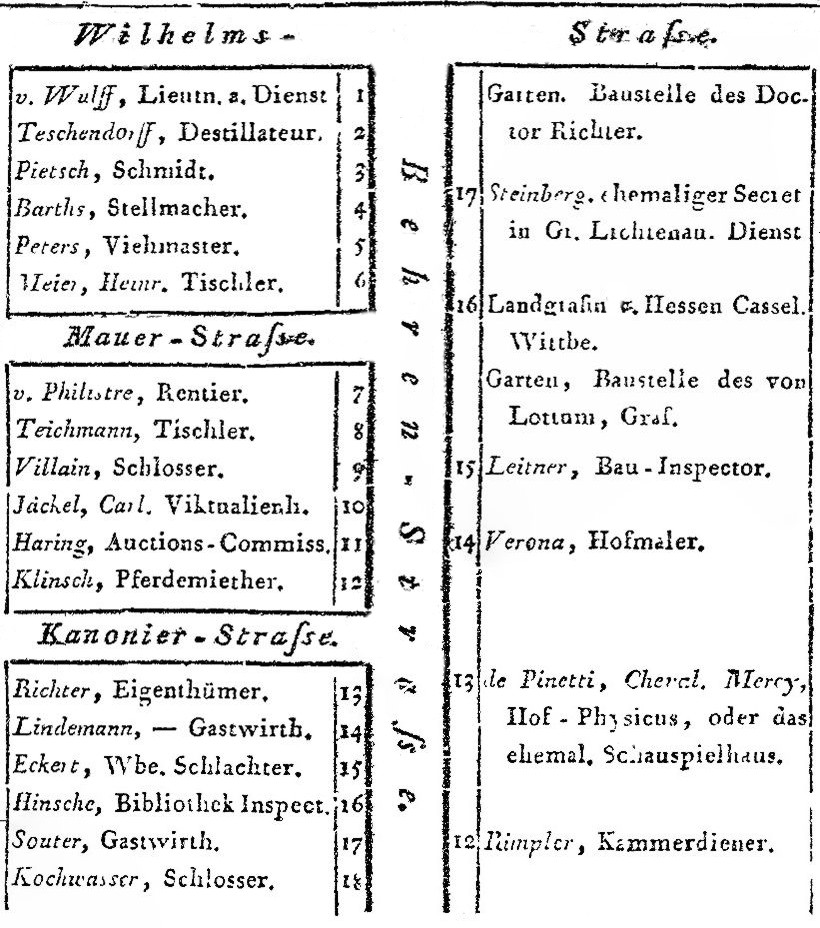
Der westliche Abschnitt der Behrenstraße im Jahr 1799 mit Hausnummern und Namen der Eigentümer, Ausschnitt aus dem Berliner Adressbuch

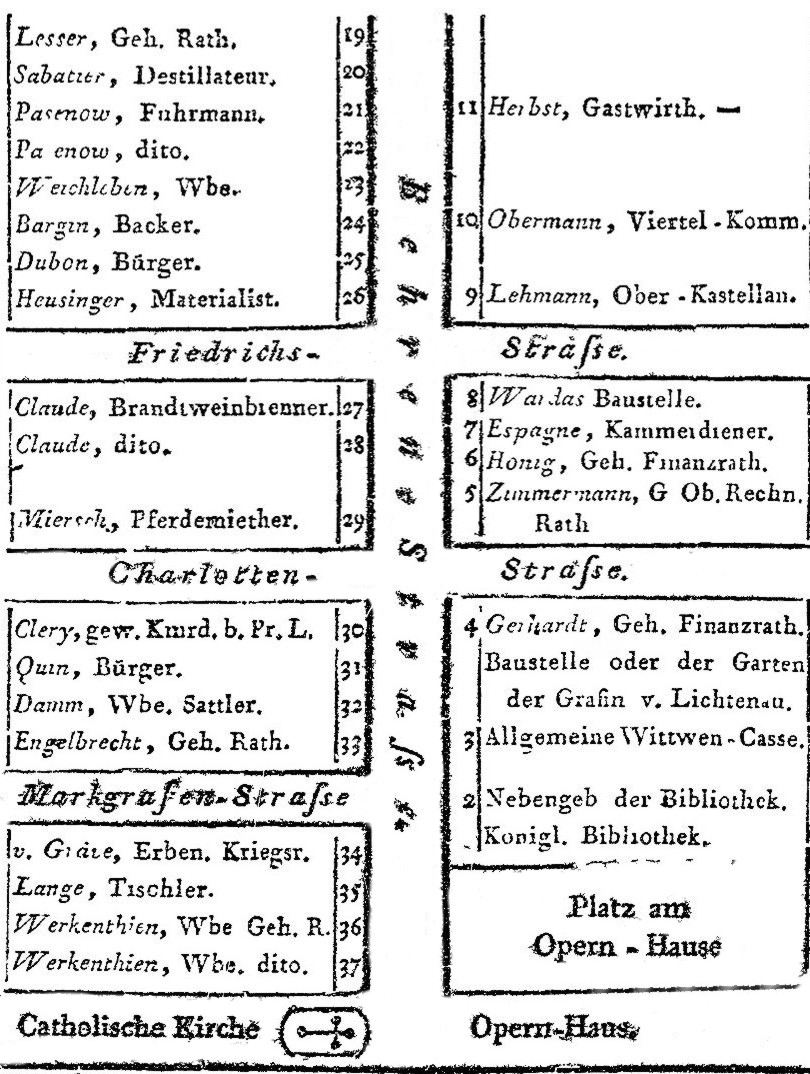
Der östliche Abschnitt der Behrenstraße im Jahr 1799

Die Behrenstraße ist eine 1150 Meter lange Straße im Berliner Ortsteil Mitte des gleichnamigen Bezirks. Sie bildet die Grenze zwischen den historischen Stadtteilen Dorotheenstadt und Friedrichstadt.

## Lage
Die Behrenstraße beginnt am Bebelplatz und verläuft dann in westlicher Richtung bis zur Ebertstraße. Die Hausnummern verlaufen seit etwa 1800 in Hufeisenform vom Haus Nr. 1 nahe der Ecke Cora-Berliner-Straße (Ebertstraße) bis zum Bebelplatz und zurück zum Haus Nr. 74.
Die alten Nummerierungen waren von 1 bis 17 auf der nördlichen Seite (Richtung Unter den Linden) vom Opernplatz zur Wilhelmstraße und auf der anderen Straßenseite in entgegengesetzter Richtung die Nummern 1 bis 37 (siehe Plan).

## Namensgebung
Die Behrenstraße trägt seit 1706 den Namen von Johann Heinrich Behr (1647–1712), der die Errichtung der hier beginnenden Friedrichstadt plante und umsetzte.

## Geschichte
Die Behrenstraße wurde Ende des 17. Jahrhunderts angelegt und folgt etwa dem Verlauf des Hornwerks, einer früheren Stadtbefestigung der Dorotheenstadt, die zu Beginn des 18. Jahrhunderts eingeebnet wurde. Zunächst wurden Wohnhäuser errichtet, die zu Beginn des 19. Jahrhunderts neuen prunkvolleren Büro- und Geschäftshäusern wichen. Vor allem die gerade entstehenden Banken erwarben den Baugrund und ließen meist von renommierten Architekten ihre Zentralen hier errichten. Die zentrale Lage dieser Straße führte frühzeitig zu einer überregionalen Bedeutung bei Anwohnern und Anliegern. In der schließlich in den 1920er Jahren von Banken (Berliner Bankenviertel) geprägten Straße befanden sich auch Verwaltungsgebäude und kulturelle Einrichtungen.
Nach den schweren Schäden des Zweiten Weltkriegs, bedingt durch die Nähe zu den Regierungsbauten, wurden die Gebäude an der Behrenstraße frühzeitig enttrümmert und wieder hergestellt.
Die meisten erhaltenen historischen Gebäude stehen heute unter Denkmalschutz.

## Besondere Bauten und Denkwürdigkeiten
→ Liste der Kulturdenkmale in Berlin-Mitte/Friedrichstadt – Baudenkmale
Die Behrenstraße hatte anfangs 54 Grundstücke, die von Karl Neander v. Petersheiden in seinem Adressbuch von 1799 (anschaulichen Tabellen von der gesamten Residenz-Stadt Berlin) auf eigene Faust straßenweise durchnummeriert worden waren: die Nordseite (von Ost nach West) erhielt die durchlaufenden Nummern 2–17, die Südseite (von West nach Ost) die durchlaufenden Nummern 1–37. (vgl. Abb. Berliner Adressbuch 1799)
Wenige Monate später wurde nach einem von König Friedrich Wilhelm III. unterzeichneten Kabinettsdekret noch einmal staatlicherseits umnummeriert, so dass Neander v. Petersheiden 1801 ein neues Adressbuch herausgeben musste. Nun hatte die Nordseite (von Ost nach West) die durchlaufenden Nummern 40–71, die Südseite (von West nach Ost) die durchlaufenden Nummern 1–39 erhalten.
Im Liebenow-Plan von 1867 sind die Grundstücke auf beiden Seiten durchnummeriert von Nr. 1 an der Wilhelmstraße bis zur Hedwigskathedrale und zurück bis Nr. 72. Im Jahre 2019 reicht die Behrenstraße bis zur Ebertstraße, wobei die Wohnhäuser südlich des Erweiterungsteils die Hausnummer 1a-c tragen und auf der nördlichen Seite die Hausnummern bis zur Nr. 74 erweitert wurden.
Die listenhafte Darstellung nennt die Baujahre, die Besitzer bzw. Nutzer und gegebenenfalls die Architekten. Die Hausnummern folgen der Nummerierung aus dem Jahr 1801.

### Behrenstraße 1–59
Nummer 1/2
- 1875 bis nach 1900: Berliner Filiale der Mitteldeutschen Creditbank.[5]
- 1920 befand sich hier die Entente-Kommission des Auswärtigen Amtes.[6]
- 1930 ist die Deutsche Rentenbank der Hauptnutzer des Gebäudes.[7]
- 1982 wurde hier eine Schwimmhalle für Mitarbeiter der sowjetischen Botschaft errichtet.[8]

Nummer 3
- Um 1900: Deutsche Hypothekenbank Meiningen.[9]

Nummer 6–8
- 1933 befand sich dort das Haus der Commerz- und Privat-Bank A.-G.

Nummer 7, 7a
- Um 1875: Literarisches Büro des Königlichen Staatsministeriums.[5]
- 1872/1873: (7a, Ecke Mauerstraße 33): Norddeutsche Grundcredit-Bank, nach Plänen und unter Leitung der Architektensozietät Kayser & von Großheim für 160.000 Taler errichtet. Im Erdgeschoss befand sich das Geschäftslocal der Bank, in den darüber liegenden zwei Stockwerken je eine große luxuriöse Wohnung. Die Fassaden sind im Stil italienischer Palastarchitektur gehalten. Als Baumaterial kam für die Gesimse und weitere Architekturteile schlesischer Sandstein zum Einsatz. Die Flächen und Quader sind abgeputzt.[10] Später zogen in die frei werdenden Wohnungen weitere Verwaltungen wie 1885 die Deutsch-Ostafrikanische Gesellschaft[11] oder die Deutsche Palästina-Orient-Gesellschaft ein.[9]

Nummern 9/10
- Nr. 9: Ehemalige Praxis von Henriette Hirschfeld-Tiburtius.
- 1872–1874: Neubau für die Deutsche Union-Bank, Hauptsitz und Nutzung durch den Club von Berlin.[5]
- 1876–1945: Gebäudekomplex der Deutschen Bank.[12]
- 1949–1990: Ministerium des Innern der DDR.

Nummer 13
- Um 1875: Mesersche Hof-Musikalien-Handlung.[5]

Nummern 14–16
- 1898: Als Wohn- und Geschäftshaus errichtet.[13]
- 1910: Sitz der Bank für Handel und Industrie.[14]

Nummern 17–20
- Nach vollständiger Zerstörung im Zweiten Weltkrieg entstand an dieser Stelle ein Parkhaus. Das Parkhaus wurde um 2012 abgerissen, dort errichtet der Investor Frankonia Eurobau AG für rund 76 Millionen Euro das Palais Behrens. Hauptmieter des für 2015 geplanten Gebäudes werden die Fernsehanstalten RTL und n-tv sein.[15]

Nummern 18/19
- Hotel Hohenzollern[16]

Nummer 20
- 1881: Bankhaus C. Schlesinger, Trier & Co.[17] Im Zweiten Weltkrieg vollständig zerstört.[18]

### Behrenstraße 21–39
Nummern 21/22
- 1743–1766: Nicht mehr erhaltenes Wohnhaus des Mathematikers Leonhard Euler, woran eine hier befindliche Gedenktafel erinnert.
- 1911–1912: Richard Bielenberg und Josef Moser errichteten das Gebäude im Stil des Neoklassizismus für den Aktiengesellschaft A. Schaaffhausen’scher Bankverein zu Köln, der es bis 1914 als Zentralverwaltung nutzte. Das dreigeschossige Bauwerk besitzt eine Werksteinfassade, die in sieben Achsen gegliedert ist. Der Erdgeschossbereich ist rustifiziert, als Fassadenschmuck fallen die Kolossalpilaster in den beiden oberen Stockwerken sowie Relieffelder über den Fenstern und ein reich gegliedertes Gesims auf.[3][19]
- 1910 wird als Nutzer eine Rheinisch-Westfälische Boden-Credit-Bank angegeben.[14]
- 1914–1929: Nach der Fusion gelangt der Bau an die Disconto-Gesellschaft.
- 1929–1945: Nach einer weiteren Fusion wird das Gebäude der Hauptsitz der Deutschen Bank.
- 1945–1990: Nach dem Zweiten Weltkrieg und der Gründung der DDR befand sich hier die Deutsche Handelsbank AG.[3]
- 1992 von Bayern erworben und im Dezember 1998 als neue Vertretung des Freistaates Bayern beim Bund eingeweiht.

Nummer 24
- 1882: Bierhaus Siechen[20]

Nummern 25/26

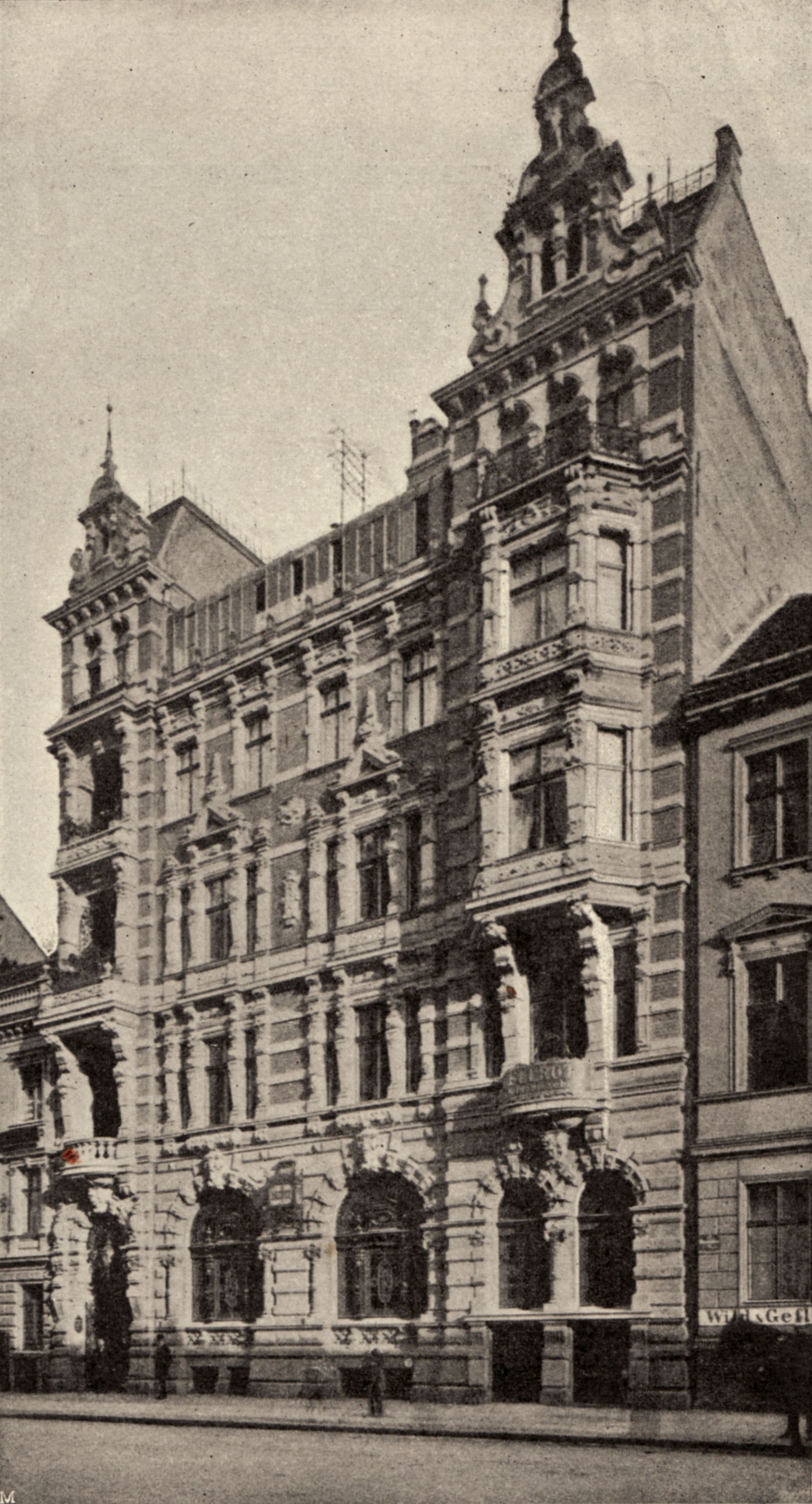
Bierhaus Siechen, Behrenstraße 24

- 1887–1889: Neubau als Brauereiausschank von Pschorrbräu[21]
- Um 1920 hatte sich daraus das Restaurant Pschorr-Haus entwickelt.[6]

Nummer 28
- Um 1875: Verwaltung der Cuxhavener Dampfschiff- und Hafen-Aktiengesellschaft.[5]

Nummer 29
- 1880: Galerie des Fritz Gurlitt für zeitgenössische Kunst
- 1920 ist das Christliche Vereinshaus Junger Männer und das Christliche Hospiz hier als Nutzer vermerkt.[6]

Nummer 31
- 1777–1801: Wohnhaus des Künstlers/Kupferstechers Daniel Chodowiecki.
- Um 1875 (Nummern 30/31): Bankgeschäfte von Richter & Co und Coppel & Co.[5]

Nummer 32

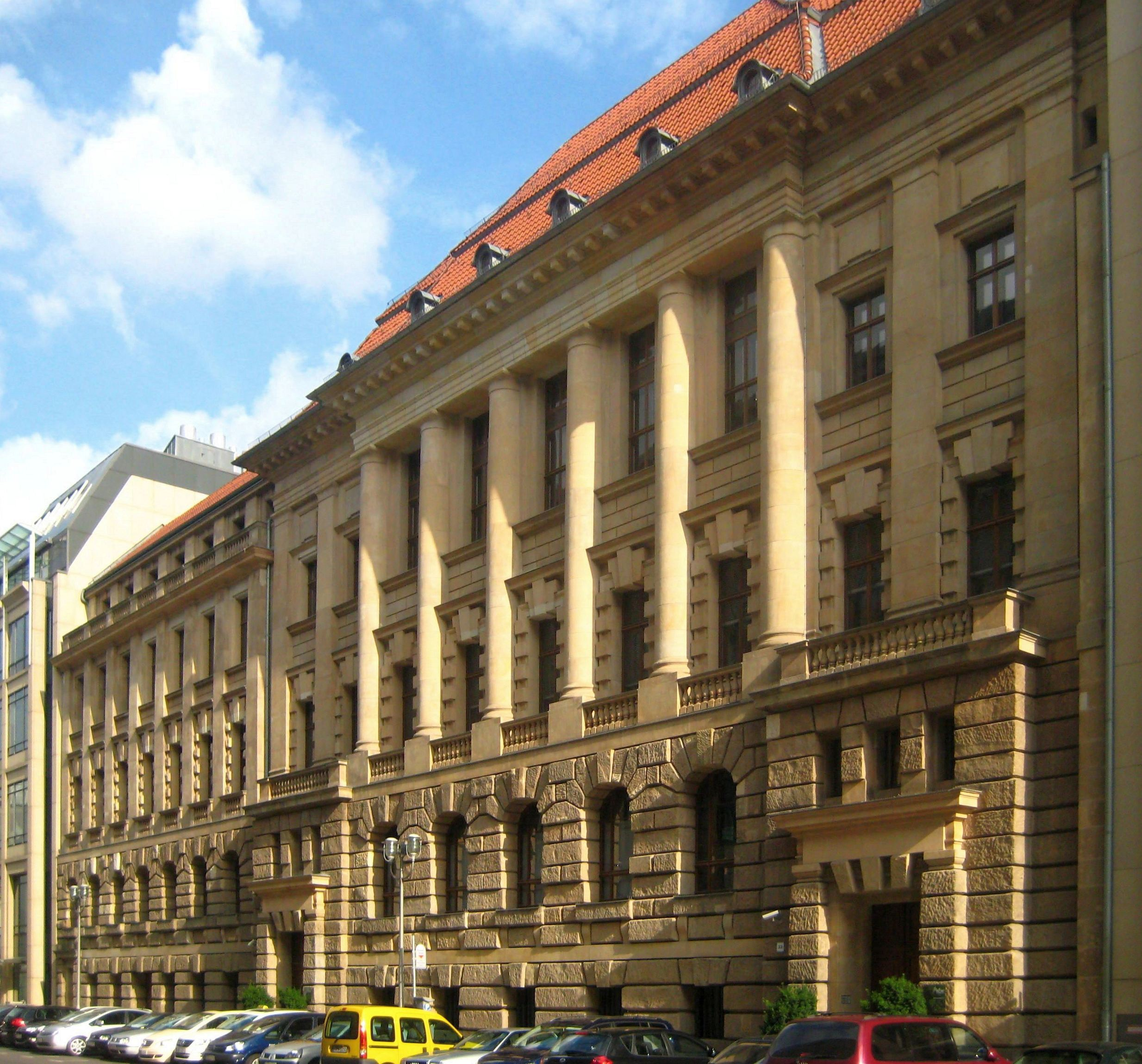
Fassade Behrenstraße 32

- Um 1850: Wohnhaus des Bankiers Carl Fürstenberg.

Nummer 32/33
- 1899/1900: Von Alfred Messel als Sitz der Berliner Handels-Gesellschaft im Stil der Neorenaissance neu errichtet; der Gebäudekomplex wurde 1911 durch Heinrich Schweitzer bis zur Französischen Straße erweitert.
 Mitnutzer waren um 1900 auch die Bank für Deutsche Eisenbahnwerte und die Handelsgesellschaft für Grundbesitz;[5]
 nach 1949 von der Staatsbank der DDR genutzt.[3][22]

Nummer 35 (Markgrafen-Palais, auch Markgrafenstraße 43–44)
- 1895–1897: Neubau für die Pommersche Hypotheken-Aktienbank, aus der um 1910 die Berliner Hypothekenbank AG hervorging.[14]
- 1920 ist das Gebäude im Besitz der Dresdner Bank.[6]
- 1923: Umbau[23]
- seit 2010: Sitz des Verbandes der Automobilindustrie e. V. (VDA)

Nummern 36–39 (Nr. 36–37: Behren-Palais)
- 1889–1897: Neubau als Geschäftszentrale der Dresdner Bank von Ludwig Heim im Stil der römischen Hochrenaissance,[24] Nutzung bis 1945 auch durch kleinere Aktiengesellschaften.
- 1945–1946: Sitz des Zentralausschusses der SPD.
- 1952–1957: Nach Wiederaufbau Sitz der Landes- bzw. Bezirksleitung Berlin der SED.
- 1957–1990: Sitz der Staatsbank der DDR.
- 1990–1998: Sitz der Berliner Bank.
- Seit 2006: Rocco Forte Hotel de Rome; weiterhin: Bankhaus Löbbecke.

### Behrenstraße 40–59
Nummer 40
- 1775–1780: Errichtung eines Wohnhauses für drei Familien mit Räumlichkeiten der Alten Königlichen Bibliothek.[25] Die Nutzung als Bibliotheks-/Amtsgebäude für die Berliner Universität erfolgte bis ca. 1945.[7] Nach Kriegszerstörungen entstand hier zwischen 1963 und 1969 zusammen mit der Nummer 41 ein Neubau als Bürogebäude der Staatsbibliothek und Sitz des Kinderbuchverlages Berlin.[26]
- 1812: Dienstwohnung von Johann Erich Biester.
- Nach 1990: Amt für Ausbildungsförderung des Studierendenwerks Berlin.

Nummer 41
- 1788–1794: Als Sitz der Allgemeinen Witwenverpflegungsanstalt (General-Witwenkasse)[25] errichtet.
- Bis 1822 Sitz der Witwenverpflegungsanstalt.
- 1822–1834: Wohnsitz des preußischen Innenministers Friedrich von Schuckmann.[25]
- 1834: Verkauf und Zusammenlegung mit dem Gebäude Unter den Linden 37, Käufer war der Prinz und spätere Kaiser Wilhelm I. In diesem Haus wohnten dann zahlreiche Angestellte des Kaiserhofs wie „Palastdamen“ und ein Kastellan.
- Ab 1885: Nutzung durch die benachbarte Bibliothek.
- Zwischen 1963 und 1969 entstand hier nach Kriegszerstörungen zusammen mit Nummer 40 ein Neubau als Bürogebäude.
- Nach 1990: Nutzung durch das Studierendenwerk Berlin.

Nummer 42
- Mitte 19. Jahrhundert: Niederländisches Palais (gehörte zur Postanschrift Unter den Linden 36).
- Seit 2009: Sitz der Berliner Vertretung der Kassenzahnärztlichen Bundesvereinigung im Humboldt Carré.
- Seit 2011: Sitz der Bundessteuerberaterkammer.

Nummern 42–45

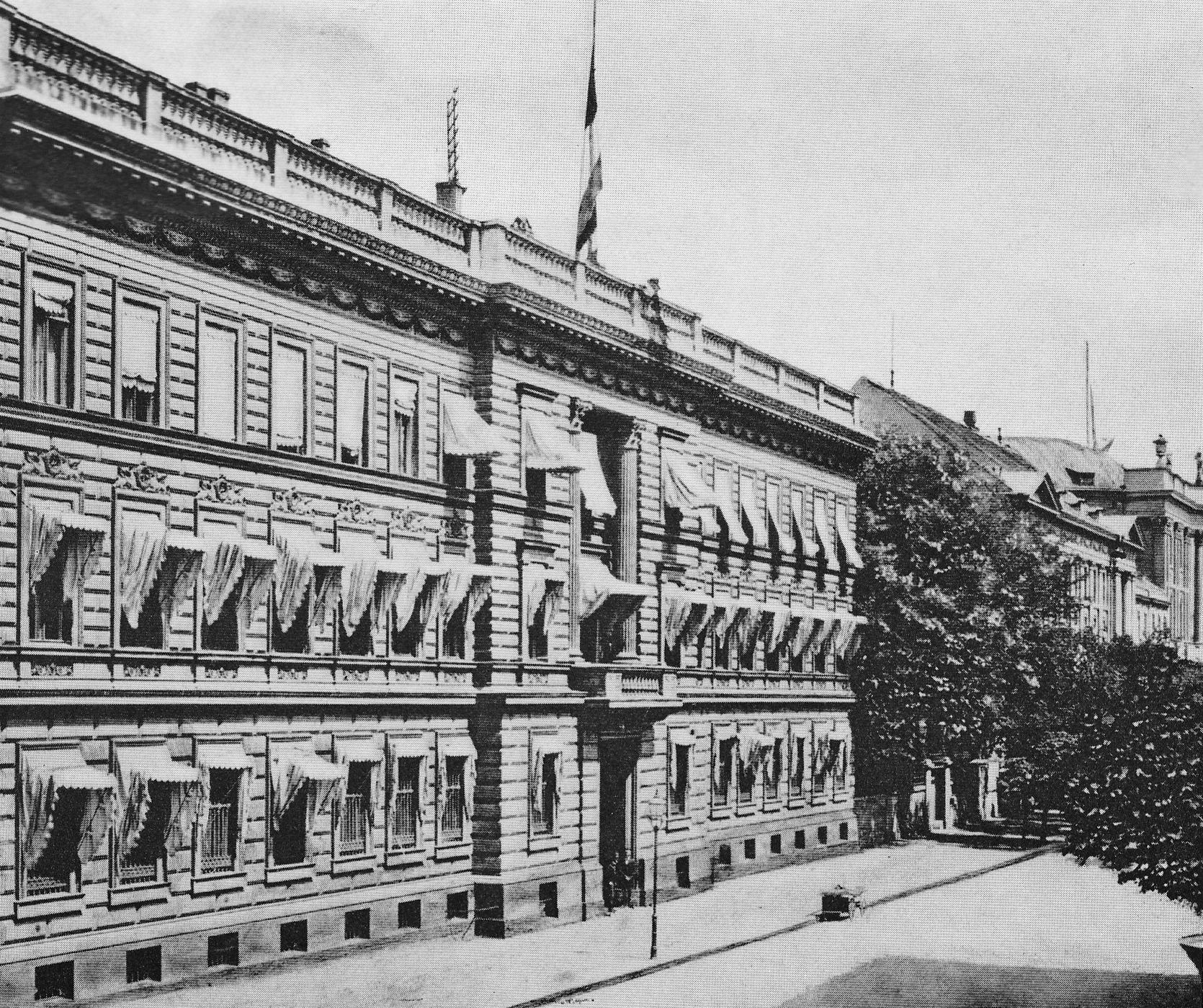
Zentrale der Disconto-Gesellschaft, Behrenstraße 43/44

- 1899–1901 (Nr. 43/44): Neubau für die Disconto-Gesellschaft durch Ludwig Heim, die ihren Stammsitz in der Straße Unter den Linden damit erweiterte. Es handelte sich um eine werksteinverkleidete Fassade von dreizehn Achsen im Stil der italienischen Hochrenaissance.
- 1909–1912 erfolgte durch Richard Bielenberg und Josef Moser eine beidseitige bauliche Erweiterung (Nrn. 42 und 45), dabei wurden die ursprünglichen Fassaden vereinfacht und der frühere Giebel entfernt.[3]
- 1921–1925: Aufstockung um vier Etagen.
- 1929: Nach Fusion Gebäude der Deutschen Bank.
- 1933: Verkauf an das Deutsche Reich. Sitz des Preußischen Ministeriums für Wirtschaft und Arbeit und des Reichswirtschaftsministeriums.
- 1960: Wiederaufbau nach starker Beschädigung im Zweiten Weltkrieg.
- 1960–1990: Sitz verschiedener Behörden des Ministerrats der DDR und des Ost-Berliner Magistrats.[27]
- 1990: Das Gebäude kommt in Bundesbesitz und wird Sitz verschiedener Abteilungen der Senatsverwaltung für Stadtentwicklung.
- 2005: Verkauf an BonnVisio GmbH & Co. KG
- 2007–2009: Umgestaltung zum Humboldt Carré (Sanierung und Aufstockung) durch das Architekturbüro Karl-Heinz Schommer.[28]

Nummer?
 (neu: Nummer 30)
- 1811–1813: Wohnhaus der Schriftstellerin Rahel Varnhagen von Ense.
- 1820: Wohnhaus von Wilhelm von Humboldt, nachdem er zum 31. Dezember 1819 aus dem preußischen Staatsdienst entlassen worden war.[25]

Nummer 46
- Im 19. Jahrhundert: Bankhaus Magnus in barockisierendem Stil.
- Im 19. Jahrhundert: Wohnhaus des Bankiers Friedrich Martin von Magnus.[25]
- Im 19. Jahrhundert: Wohnhaus von Professor Gustav von Magnus.
- Im 19. Jahrhundert: Wohnsitz und Atelier des Malers Eduard Magnus.[29]
- 1900/1901: Von Wilhelm Martens als Sitz der 1871 gegründeten Berliner Bank umgebaut. Gebäudeformen vereinfacht und um eine Etage aufgestockt.
- 1950–1990: Nutzung durch die Handelsorganisation Textilcommerz.[3]
- Seit 1999: Sitz des Deutschen Sparkassen- und Giroverband.[30]

Nummer 47
- Haus Trarbach (Weinhandlung/Gastronomie; Architekt: Richard Walter, Friedenau).[31]

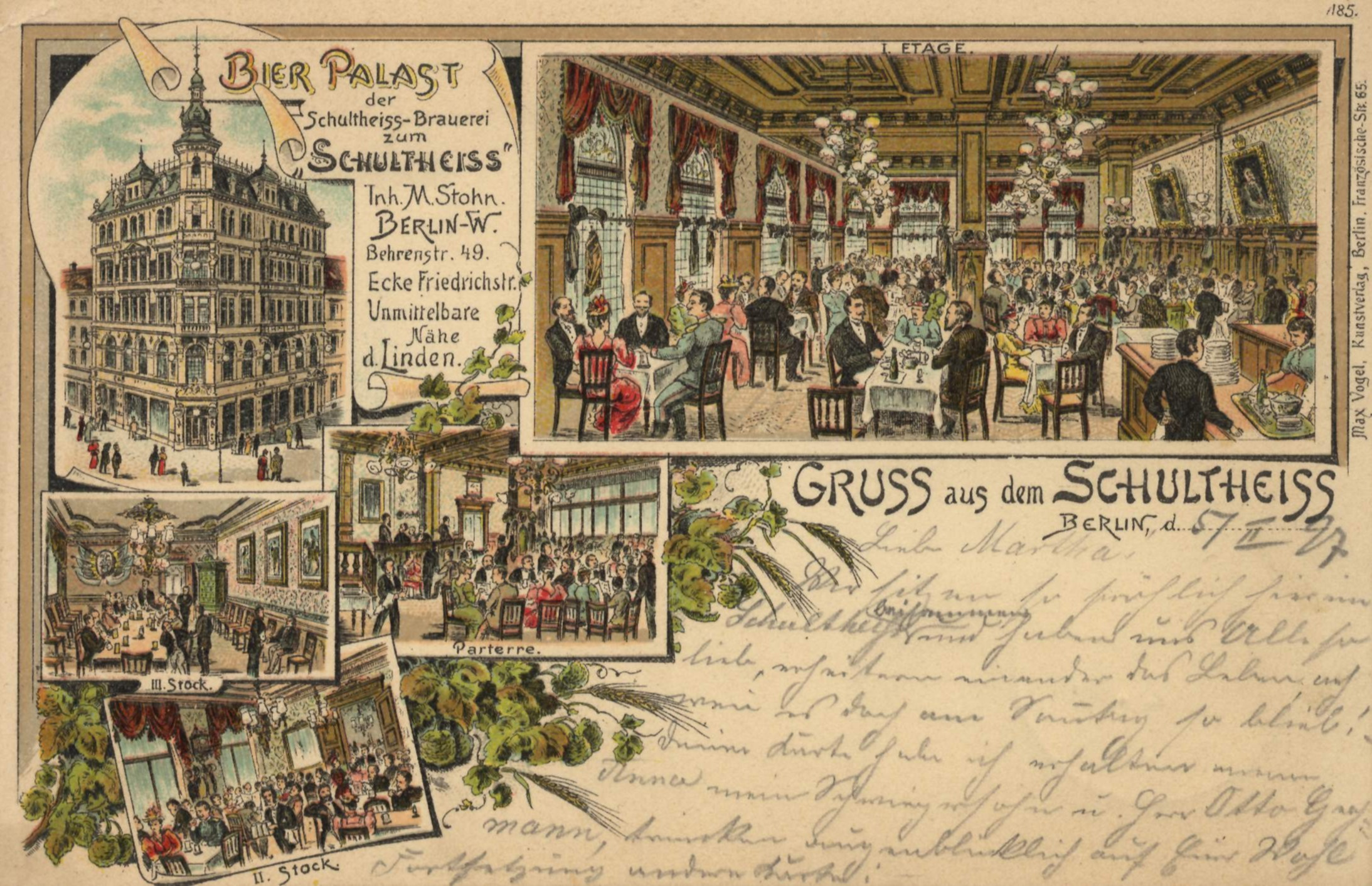
Behrenstraße 49, Bierpalast der Schultheiss-Brauerei 1897

Nummer 48 um 1800 gebaut und 1909 abgebrochenes zweigeschossiges Haus. Ehemaliges Palais des Grafen Lichtenau.
- 1844: Geburtshaus des Sozialdemokraten Paul Singer.
- 1823–1853: Wohnhaus der Familie Karl von Graefe, Chirurg und Augenarzt, Vater des berühmten Berliner Augenarztes Albrecht von Graefe (1828–1870). Dieser hatte das ehemalige Palais des Grafen von Lichtenau erworben. Seine Ehefrau Auguste von Graefe, geb. von Alten, (1797–1857) wohnte dort bis 1853.[32]
- Ab 1856: Im Erdgeschoss befand sich der Sitz des Bankhauses Robert Warschauer & Co. Im Obergeschoss war die Privatwohnung der Familie Robert Warschauers, später dann auch die seines Sohnes Robert Warschauer junior.[33][34]

Nummer 49
- Bierpalast der Schultheiss-Brauerei.

Nummern 50–52
- Um 1850 (Nr. 50): Sitz des Königlichen Eisenbahn-Commissariats von Preußen.[35]
- Um 1875: Kaiserlich-Deutsches Postamt Nr. 49.
- Um 1875: Aktiengesellschaft Passage Friedrichstraße.[5] (Kaisergalerie Behrenstraße 50–52, Unter den Linden 22/23, Friedrichstraße 163/164).[36]
- Um 1932 (Nr. 52): Passage-Bierhallen, Versammlungslokal, das unter anderem von der NSDAP genutzt wurde.

Nummern 53–58
- Auf den Grundstücken 53–58 befanden sich im Lauf der Jahrhunderte verschiedene Gebäude, die als Theater- oder Festsäle genutzt wurden. Sie wurden mehrfach um- und neugebaut. Vor allem im 18. Jahrhundert handelte es sich um die Innenbebauung auf den Höfen zum Boulevard Unter den Linden. Diese war über mehrere Tordurchfahrten der Vorderhäuser in der Behrenstraße sowie Unter den Linden zugänglich; damit firmierten dieselben Baulichkeiten teilweise unter verschiedenen Anschriften. Für mehrere dieser Einrichtungen war auch inoffiziell die Bezeichnung Theater in der Behrenstraße oder An der Behrenstraße üblich.

- Nummer 54: Im 19. Jahrhundert die Privatbank R. Oppenheim & Sohn.[37]
- Nummern 53/54: 1910 wurde der Metropol Palast mit „Biercabaret“, „Palais de Danse“ mit Ladislaus Löwenthal als Kapellmeister, und „Pavillon Mascotte“ eröffnet.[38] Der Gebäudekomplex des Metropol Palastes wurde zwischen 1928 und 1930 in Alkazar umbenannt. Ab 1928 befand sich dort das Theater in der Behrenstraße, zuvor unter der Direktion von Alex Braune das Metropol-Kabarett.
- Nummer 55: Vor 1764–1775 Schuchisches Comödienhaus, unter anderem mit Erstaufführungen von Lessings Emilia Galotti 1772 und Goethes Götz von Berlichingen.
 Von 1775 bis 1789: Döbbelinsches Theater von Carl Theophil Doebbelin, unter anderem Uraufführung von Lessings Nathan der Weise 1783.
 Ab 1789: Gründung und vorläufiger Standort des Berliner Nationaltheaters.

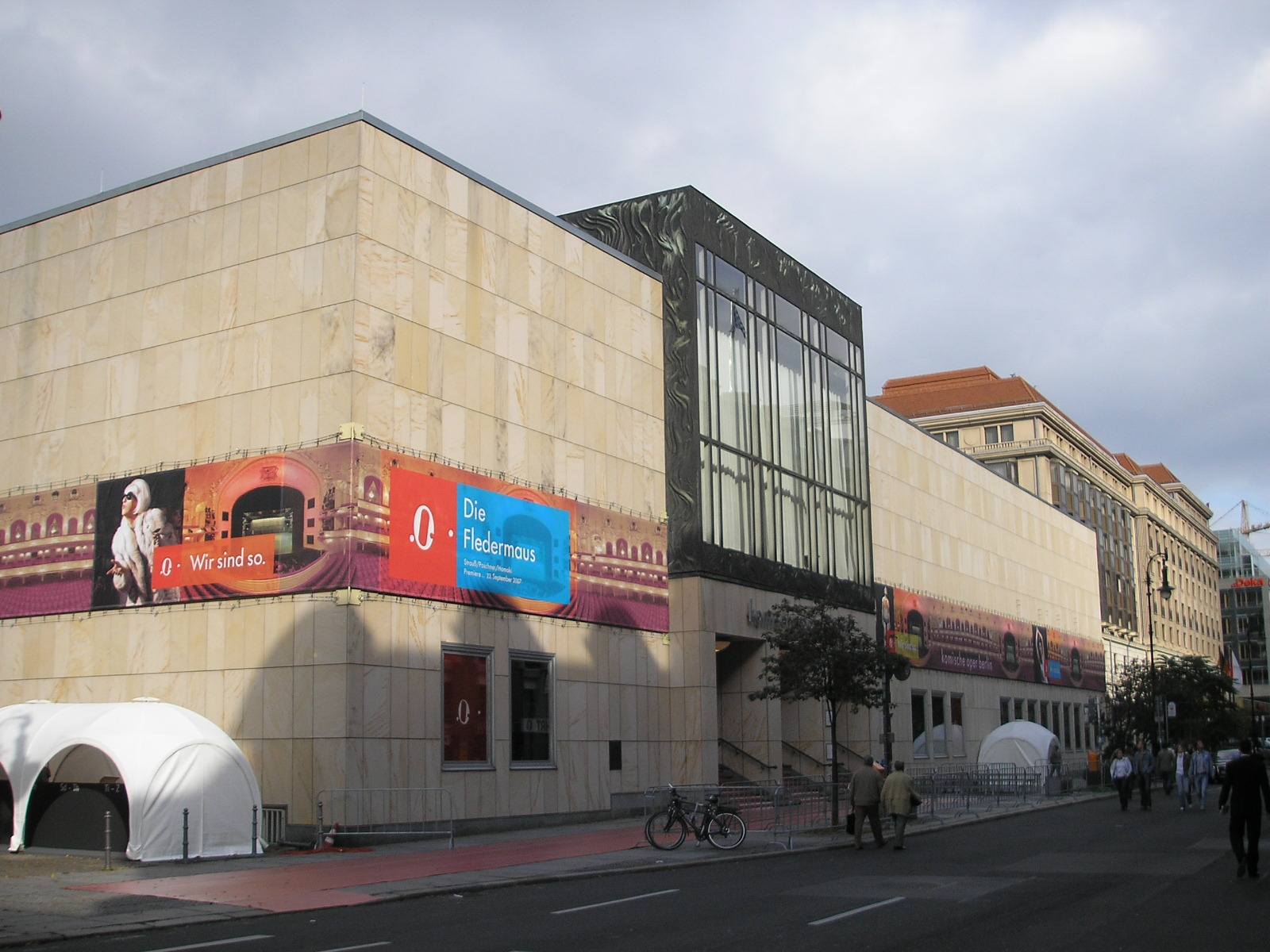
Die Komische Oper in der Behrenstraße

- Nummern 55–57: 1892–1897 nach dem Entwurf von Hermann Gottlieb Helmer und Ferdinand Fellner 1891–1892 im Stil des Wiener Barock für das Theater Unter den Linden neu errichtet und über die Kleine Lindenpassage mit dem Boulevard Unter den Linden verbunden,
 1898–1945 Standort des Metropol-Theaters, dabei 1928 von Alfred Grenander im Inneren umgestaltet.
 Seit 1947 Standort der Komischen Oper. Wegen starker Kriegsbeschädigungen der Eingangsfassade 1966/1967 unter Leitung von Kunz Nierade komplett umgestaltet und mit Kupferschmuck aus der Werkstatt von Fritz Kühn versehen. Das zentrale Treppenhaus und der Zuschauerraum sind jedoch weitestgehend erhalten geblieben.[3][39]
- Nummer 56: Hier wohnte in seinen letzten Jahren der Komponist Otto Nicolai,[40] Anfang des 20. Jahrhunderts wies eine Gedenktafel darauf hin.
- Nummer 56–58: Bis 1890 Sitz des Actien-Bau-Vereins.[5]
- Nummer 58: Der Erzähler Paul Heyse verlebte hier seit 1837 seine Kinder- und Jugendjahre.[41]

Nummern 58/59
- 1822 wird unter der Nummer 59 „eine Mauer“ angegeben.[25]
 Nach dem Zweiten Weltkrieg wurde auf diesen beiden Grundstücken die ehemalige Kanonierstraße verlängert und in Glinkastraße umbenannt.

### Behrenstraße 60–72
Nummer 60
- Nathan Mendelssohn hatte hier von 1806 bis 1813 seine Werkstatt

Nummer 61
- 1812: Wohnung des Philologen Friedrich August Wolf.

Nummer 64/65

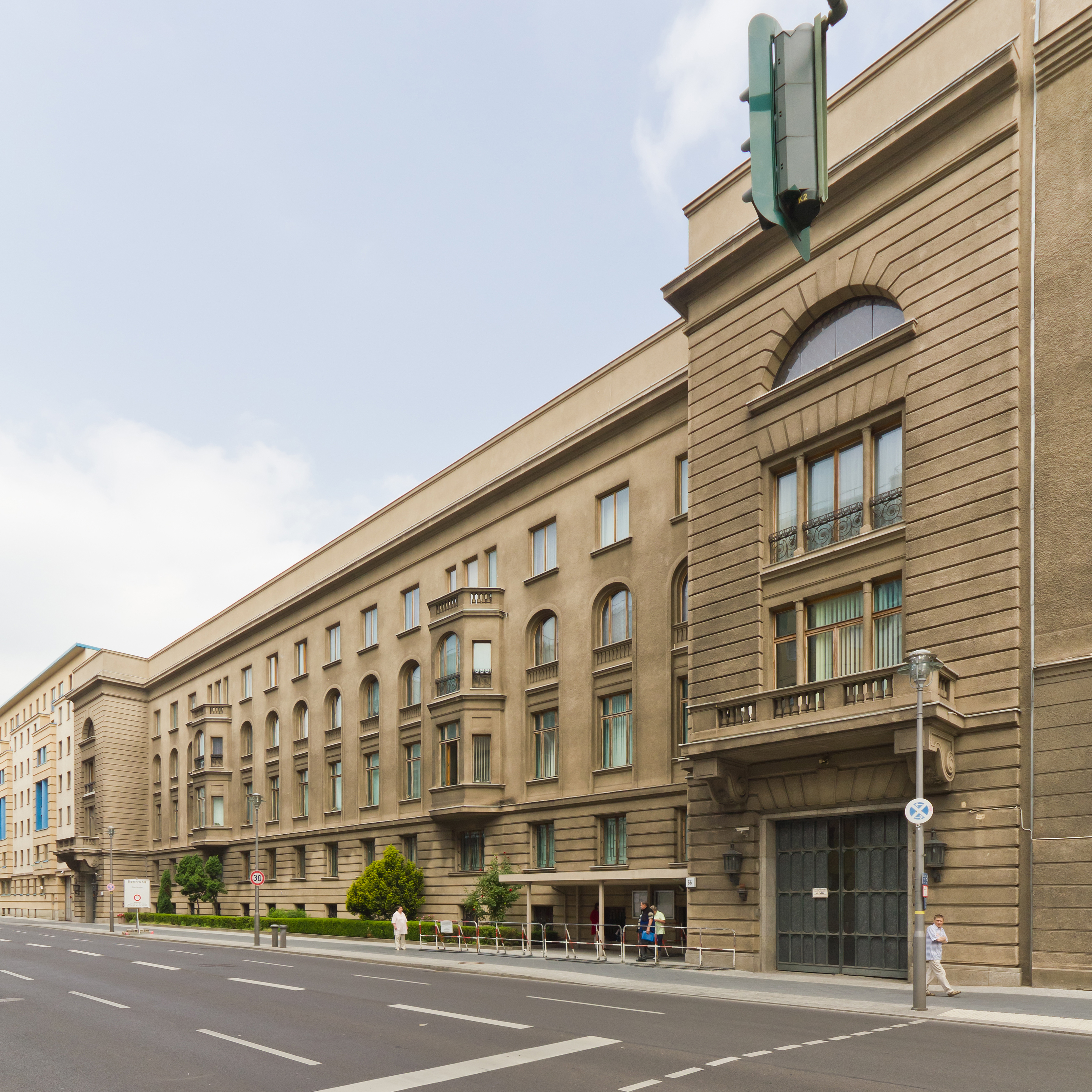
Gebäudekomplex der Russischen Botschaft in der Behrenstraße

Gebäude gegenüber der Mündung der Mauerstraße in die Behrenstraße
- 1797: Gräfin von Hessen-Cassel, Witwe (alte Nr. 16)[42]
- Um 1840 als neues Wohnhaus errichtet.
- 1871: Hotel Windsor (Anschrift „Kleine Mauerstraße 4/5“). An der rechten Seite war ein Durchgang im Haus zur Kleinen Mauerstraße, die zu Unter den Linden führte.
- Um 1950: Wiederaufbau bzw. Neubau.[43]
- Danach zur Russischen Botschaft.
- Schule der Botschaft der Russischen Föderation (jetzt: Behrenstraße 64/65).

Nummer 66

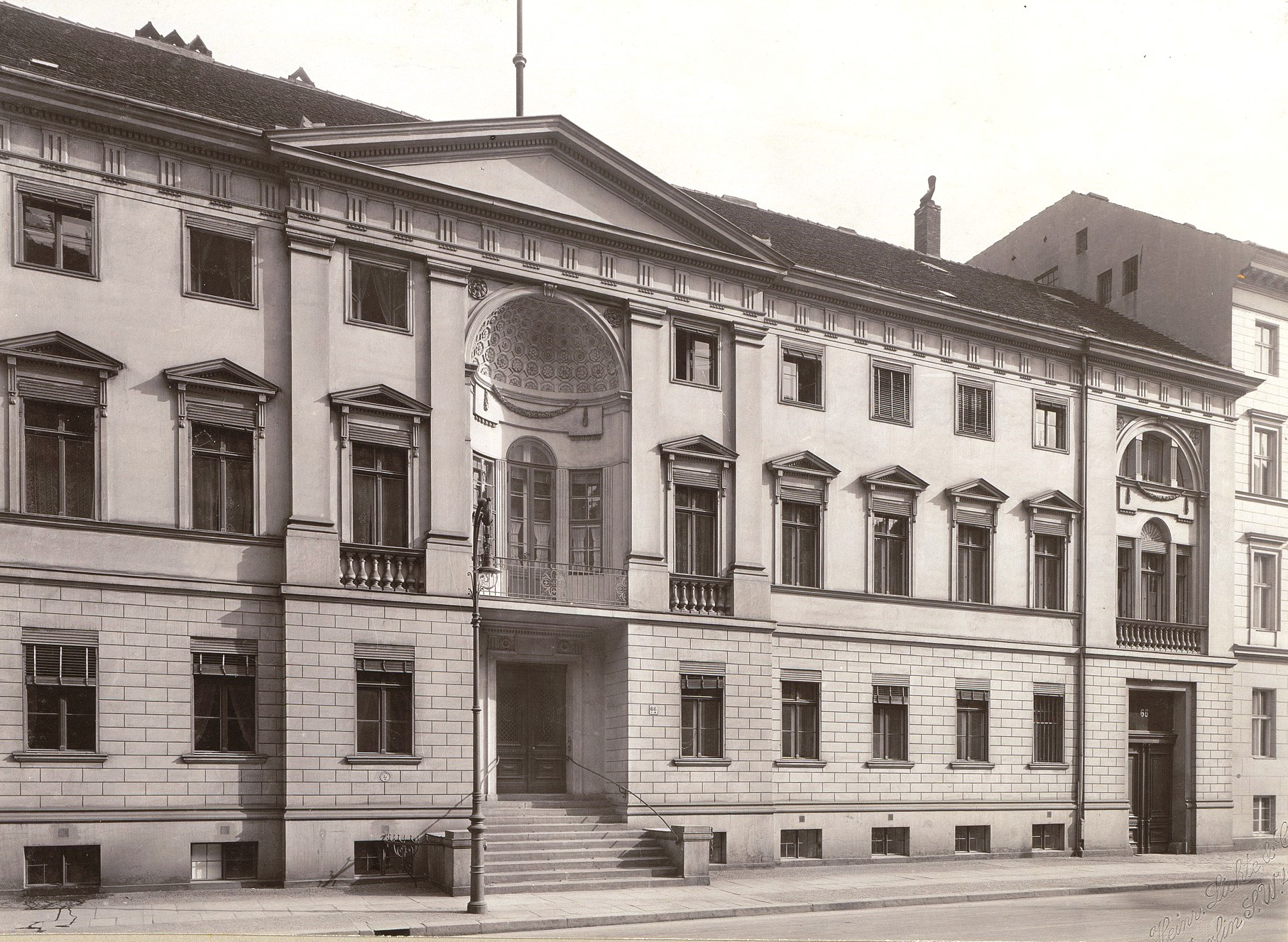
Ehemaliges Militärkabinett

- 1792/1793: Palais Massow erbaut von Conrad Friedrich Wilhelm Titel.
- Um 1820–1871: Dienststellen des Preußischen Kriegsministeriums („der landesherrliche Fiskus“) mit dem Bureau des Großen General-Stabes und topographisches Bureau der Königlichen Plankammer und Wohnung des Staatsministers Hans Graf von Bülow.
- 1872–1918: Sitz des Militärkabinetts.
- 1875: Als Verwaltung des Militär-Fiskus angegeben.[6]
- 1920 wurde die Hausverwaltung der Reichswehr als Hauptnutzer genannt.[6]
- Ab ca. 1936: Sitz des katholischen Bischofs von Berlin (Bischöfliches Ordinariat).[44]
- Nach 1947: Konsularabteilung der Botschaft der Russischen Föderation in Berlin.

Nummer 67

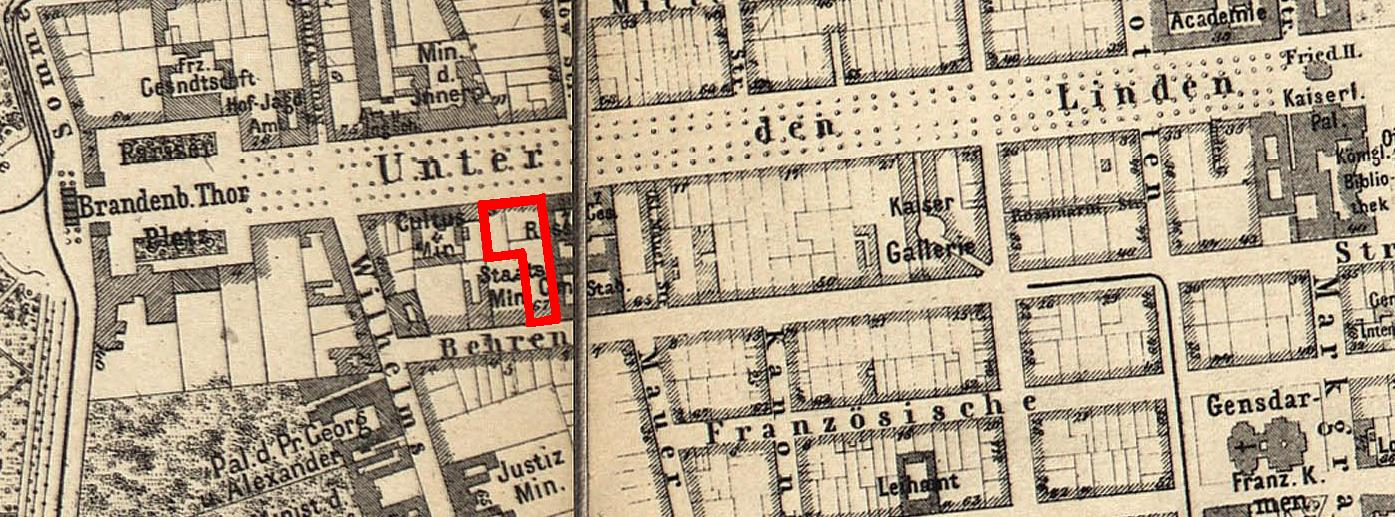
Hotel Bristol, Areal zwischen Unter den Linden und Behrenstraße 67. Ausschnitt aus dem Berlin-Plan von Sineck, 1882.

- 1838–1861: Martin Wilhelm Oppenheim Bankier, Eigentümer.[45]
- 1844–1870: Otto Georg Oppenheim Jurist und Obertribunalrat.
- 1860–1870: Adolph Oppenheim Landwirt und Rittergutbesitzer.
- 1882: Das Areal des Hotel Bristol, Unter den Linden, reichte rückwärtig bis zur Behrenstraße 67.

Nummer 68
- 1911: Deutsche Nyanza-Schiffahrtsgesellschaft[46]

Nummer 69
- 1820: Wohnung des Hof- und Dompredigers Theremin.
- 1875: Berlinische Lebens-Versicherungs-Gesellschaft.[5]

Nummer 70
- 1797 noch unbebaut.
- 1828–1829/1830 wohnte der Philosoph Arthur Schopenhauer hier, wahrscheinlich in einer möblierten Wohnung, er hielt Vorlesungen an der Universität[47][48]
- 1832/1833–1853/1868 hatte Mathilde von Rohr einen literarischen Salon, den Theodor Fontane 1852 besuchte.
- 1875: Großherzogliche Badische Gesandtschaft.[5]
- Danach im Besitz des Preußischen Kultusministeriums.
- 1901/1902: Postadresse des Referenten im Preußischen Kultusministeriums Ludwig Elster[49]
- Seit 1905 Räume des Seminars für osteuropäische Geschichte der Universität mit Theodor Schiemann.
- 1927–1931 im Besitz der Danat-Bank.
- Seit 1931 im Besitz des Deutschen Reiches.
- Nach 1945 ??
- Seit etwa 1997: Parkhaus des Hotel Adlon.

Nummern 71

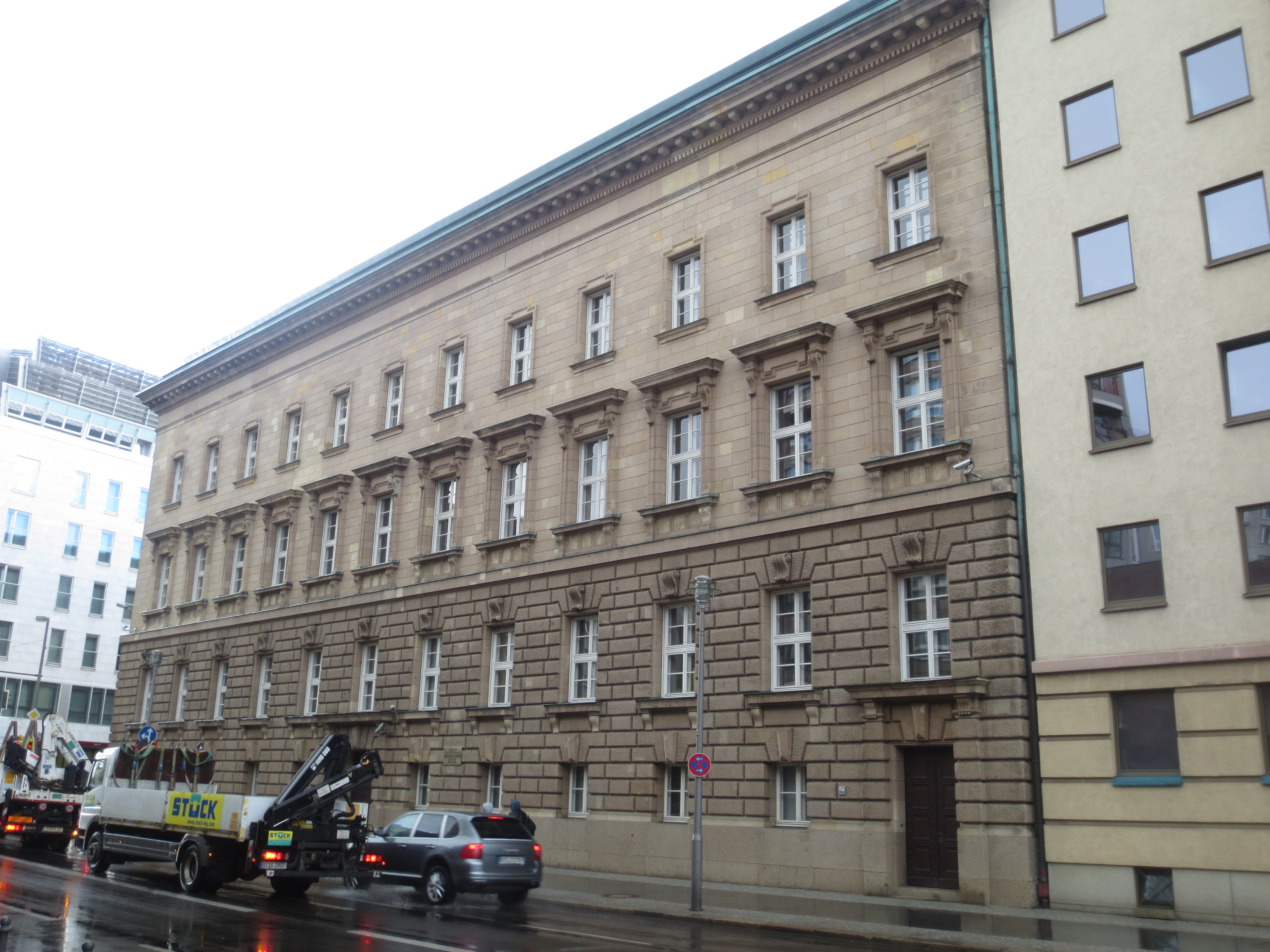
Behrenstraße 71

- April 1821–1822: Wohnhaus von Heinrich Heine, der dort ein möbliertes Zimmer in der dritten Etage bezog und sein Jurastudium an der Berliner Universität aufnahm.[41]
- Seit 1874 im Besitz des Preußischen Kultusministeriums[50]
- 1879 Abriss und bis 1883 Neubau.
- 1901–1903: Erweiterungsbau für das Preußische Kultusministerium durch Paul Kieschke.[51]
- 1910 ist das Ministerium für pp geistliche Angelegenheiten (= Kultusministerium) im Adressbuch angegeben.[14]
- Nach 1945–1990 vom Ministerium für Volksbildung genutzt.

Nummer 72 (alte Nummerierung)
Gehörte noch zum Komplex Wilhelmstraße 68/Behrenstraße 71/72.
- 1891 erbaut für das Preußische Kultusministerium als Anbau.[52]
- Nach 1945–1990 vom Ministerium für Volksbildung genutzt.
- Nach der politischen Wende wurde das Grundstück Ecke Behren-/Wilhelmstraße mit neuen Gebäuden überbaut.

### Behrenstraße 72–74
Wurde erst nach der Verlängerung der Behrenstraße über die Wilhelmstraße hinaus bis zur Ebertstraße eingerichtet.
Nummer 72 (neue Nummerierung)
Diese Nummer wurde offenbar um 1995 neu für die Rückseite des Hotels Adlon vergeben, die alte Nummer war auf der anderen Straßenseite der Wilhelmstraße.
- Seit 1996/1997 Rückseite des Hotels Adlon, mit Felix Clubrestaurant (Parterre und Untergeschoss) und China Club Berlin über mehrere Etagen.

Nummer 73
Vom kanadischen Architekten Frank Gehry im Stil des Dekonstruktivismus entworfen. Bauphase von 1996 bis 1999. Wurde erst nach der Verlängerung der Behrenstraße über die Wilhelmstraße hinaus bis zur Ebertstraße eingerichtet. Appartements (Rückseite DZ Bank), Wohnsitz von Gerhard Schröder.
Nummer 74
Bis 1945 und seit 2004: Botschaft der Vereinigten Staaten.

## Vorhandene Bauwerke und Sehenswürdigkeiten mit abweichender Postanschrift
- Botschaft der Russischen Föderation mit der Kirche Heilige Jadwiga
- Denkmal für die ermordeten Juden Europas
- The Regent Berlin
- Hotel Adlon
- Sankt-Hedwigs-Kathedrale
- Bebelplatz